# ICE-G
Als ICE-G wurde zwischen etwa 1987 und ca. 1993 ein Zugsystem für einen Güter-Hochgeschwindigkeitsverkehr auf Basis der Intercity-Express-Personenzüge konzipiert.

## Ausgangssituation
Während der ICE-Prototyp InterCityExperimental Mitte der 1980er Jahre in Betrieb ging und eine Trendwende im Personenverkehr mit dem ICE-System erwartet wurde, gingen die Marktanteile der Deutschen Bundesbahn im Stück- und Expressgut-Verkehr deutlich zurück: Zwischen 1970 und 1985 sank der Anteil der Eisenbahn am Expressgut von 3,8 % (0,8 Mio. t) auf 1,2 % (0,4 Mio. t) sowie am Stückgut von 26,3 % (5,5 Mio. t) auf 8,1 % (2,7 Mio. t). Während der Transportmarkt für eilige Güter in Deutschland zwischen 1970 und 1985 von 12,5 auf 33 Mio. t zunahm, sank der Marktanteil der Bahn in diesem Segment zwischen 1970 und 1984 von rund 30 auf knapp 10 Prozent. Bei zurückgehenden Marktanteilen der Bahn wuchs der Markt für eilige Güter besonders stark, die Frachtraten betrugen dabei ein Vielfaches der von nicht eiligen Sendungen.

## Erste Überlegungen
Vor diesem Hintergrund hoffte die damalige Deutsche Bundesbahn, sich mit den besonders schnellen ICE-G-Zügen im stark wachsenden, schnellen Güterverkehr vom Wettbewerb deutlich abgrenzen und bei der Fracht Marktanteile zurückgewinnen zu können. (Güterzüge fuhren in den späten 1980er Jahren auf deutschen Schienen mit einer Höchstgeschwindigkeit von höchstens 120 km/h; heute liegt die Höchstgeschwindigkeit einzelner Güterzüge, zum Beispiel des Parcel InterCity, bei 160 km/h).
Auf Basis der Triebzüge der ersten ICE-Generation sollten dabei Güterzüge entwickelt werden, um besonders eilige Güter über die 1991 eröffnete Neubaustrecke Hannover–Würzburg mit mehr als 250 km/h zu transportieren.
Mit geringem Entwicklungsaufwand sollten Triebköpfe des Serien-ICEs dabei unverändert übernommen, die Mittelwagen entsprechend für den Güterverkehr ausgebaut werden, um je 36 bis 40 Rollbehälter aufzunehmen. Die Grundfläche dieser Gefäße sollte bei je 800 mm bzw. 1000 mm × 1200 mm, die maximale Bruttomasse bei je rund 350 kg liegen. Die Wagen sollten darüber hinaus mit Rampen zum Be- und Entladen der Behälter auf 76-cm-Bahnsteigen ausgerüstet werden. In einer Pilotphase sollte das Ein- und Ausladen teilmanuell, später vollautomatisch erfolgen.
Zwischen 1982 und 1997 verkehrten in Deutschland Postzüge unter der Gattung Post InterCity mit bis zu 200 km/h. In Frankreich hatten bereits zum 1. Oktober 1984 zwei Hochgeschwindigkeitszüge als TGV postal den Betrieb im Postverkehr zwischen Paris und Lyon aufgenommen. Die von La Poste beschafften Fahrzeuge erreichten, bei bis zu 270 km/h, eine Transportzeit von etwa zweieinhalb Stunden. Der TGV Postal verfügt über acht Wagen, die jeweils mit bis zu 10,5 t Nutzlast beladen werden können. Pro Zug-km wurden etwa 15 Euro Kosten kalkuliert.

## Untersuchungen
Eine Vorstudie des Instituts für Verkehrswesen, Eisenbahnbau und -betrieb (IVE) der Universität Hannover mit der HaCon Ingenieurgesellschaft im Auftrag des Bundesbahn-Zentralamtes München hatte die generelle Durchführbarkeit und die Möglichkeit eines hinreichenden Marktpotentials ergeben. Neben einer Verlagerung von Lkw-Verkehr auf die Schiene sollte dabei auch Luftfracht, Luftpost und Teile des Regelpostaufkommens transportiert werden; im Nacht-Luftpostnetz der Deutschen Bundespost wurden pro Nacht etwa 100 t befördert. Die Studie ging von einem unmittelbaren Marktpotential von insgesamt etwa 280.000 t pro Jahr aus (ohne induzierten Neuverkehr), verbunden mit der Möglichkeit 17 Wirtschaftszentren zu vernetzen.
Eine vertiefte Untersuchung erfolgte im Rahmen der Studie ICE-G – Sehr schneller Güterverkehr auf der Pilotrelation Hamburg–München. Bei einer ersten Kostenabschätzung wurden, bei Triebzügen mit fünf bis sechs bzw. zehn bis zwölf Mittelwagen (Halb- bzw. Ganzzug), Transportkosten zwischen 20,8 und 52,3 Pfennig pro Kilogramm ermittelt. Zusätzlich dazu würden noch Kosten für die Schienennetz-Benutzung, die Vorhaltung der Behälter (0,4 Pf/kg) sowie Personal- und Infrastrukturkosten anfallen.
Die Studie kam zu der Empfehlung, die Chancen des ICE-G-Projektes aufzugreifen, um stärker in den Transportmarkt für eilige Güter einzudringen. Eine Pilotrelation sollte zwischen Hamburg und München getestet werden. Die Zuladung der Wagen sollte zwischen 12,2 und 13,6 Tonnen liegen. Zwischen Hamburg und München wurde mit einer Fahrzeit von sechseinhalb Stunden und einer Durchschnittsgeschwindigkeit von (zunächst) 130 km/h gerechnet, bei jeweils 20 Minuten Aufenthalt in Hannover und Nürnberg für einen schnellen Umschlag. Die Anpassung der Fahrzeuge sollte im Herbst 1990 aufgenommen werden, verbunden mit weiteren Untersuchungen zur Einbindung des ICE-G in die Transportkette zwischen Versender und Empfänger.
Das IVE hatte im Auftrag der Bundesbahn 1992 in einem weiteren Forschungsprojekt die Möglichkeiten eines sehr schnellen Güterverkehrs im Korridor zwischen Würzburg und Hannover vertieft geprüft. Im Mittelpunkt der Überlegungen stand nun die Frage, welche Auswirkungen ein mit 250 km/h (teils im Nachtsprung) verkehrender ICE-G auf die Fahrplantrassen der nachts etwa im Abstand von sechs Minuten (Fahrplan 1991/1992) mit 120 km/h über die Neubaustrecke Hannover–Würzburg verkehrenden Züge haben würde.
Für Fahrten bei Tag waren weitere Betriebsformen untersucht worden:
- Kupplung eines ICE-G-Halbzuges mit einem Halbzug des Personenverkehrs
- Schattenfahrten im Blockabstand hinter einem Personen-ICE
- Nutzung eigener Fahrplantrassen

Für eine Pilotphase wurde eine freie Trassenwahl mit Umschlag der Güter am Bahnsteig vorgeschlagen. Dabei wurden verschiedene Betriebsvarianten auf ihre Auswirkungen auf den nächtlichen Güterverkehr geprüft:
- Überholung von Güterzügen in den Betriebsbahnhöfen, die im Abstand von etwa 20 km entlang der Strecke errichtet wurden
- Fliegende Überholung auf der freien Strecke mittels Überleitstellen, die im Abstand von etwa sieben Kilometern errichtet wurden. Dabei war zu berücksichtigen, dass derartige Überholungen in der damals gültigen Fahrdienstvorschrift in den zahlreichen Tunneln der Strecke nicht zugelassen waren.
- Verlegung von Zügen auf die Altstrecke, die teilweise parallel zur Neubaustrecke verläuft und an einzelnen Stellen mit der Neubaustrecke verbunden ist. Dabei war eine Ausrüstung der Altstrecke mit Linienzugbeeinflussung vorgesehen, zur Erhöhung der Kapazität und Höchstgeschwindigkeit der Güterzüge; ferner die Einrichtung einer weiträumigen Zugüberwachung zur Disposition. Durch vorausschauende Disposition sollte eine Fahrzeitverlängerung der über die Altstrecke verkehrenden Güterzüge vermieden werden; stellenweise sollten Begradigungen für eine durchgehend hohe Fahrgeschwindigkeit (120 km/h) der konventionellen Güterzüge sorgen.

Exemplarisch wurden ICE-G-Züge mit einer Abfahrtszeit in München bzw. Hamburg um 22 Uhr in insgesamt sieben Varianten untersucht. Neben Überholungen und Nutzung freier Trassen wurde dabei teilweise die Geschwindigkeit des ICE-G auf 160 bis 200 km/h reduziert, um im Strom der Personen- und Güterzüge abschnittsweise „mitzuschwimmen“ und Überholungen zu vermeiden. Darauf aufbauend erfolgte eine Simulation von betrieblichen Unregelmäßigkeiten, die erhebliche dispositive Eingriffe zur Erhaltung der Betriebsqualität des ICE-G im Störungsfall erkennen ließ.
Die Untersuchung zeigte in verschiedenen Varianten, dass die meisten Güterzüge der Neubaustrecke – bei einem Fahrzeitverlust von je acht bis zehn Minuten – stehend überholt worden wären; nur vereinzelt wären fliegende Überholungen möglich gewesen. Eine Verschlechterung der Gesamt-Betriebsqualität durch den ICE-G wurde erwartet.

## Weitere Untersuchungen
Ende 1998 liefen Untersuchungen zwischen DB und SNCF, mit dem Fracht-Express (FEX) ein Hochgeschwindigkeitssystem für den Gütertransport auf Basis des ICE oder TGV einzuführen. Als Pilotrelation wurde Paris–Brüssel–Frankfurt/Köln ausgewählt.